# 達烏船

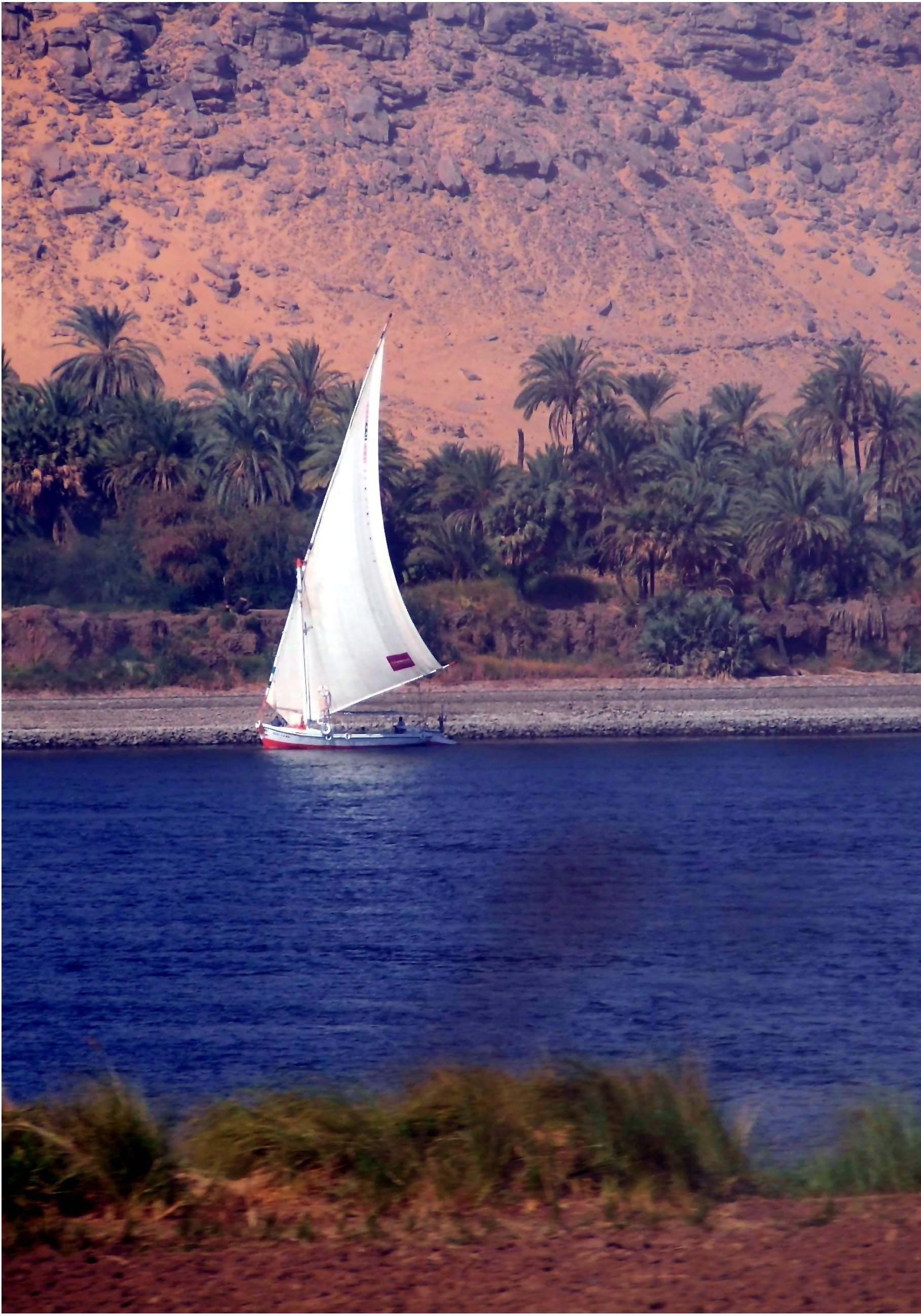
達烏船

達烏船（阿拉伯语：داو）是帆船的一种，在红海及印度洋区域使用尤其普遍，历史学家多认为起源于阿拉伯国家。其最为重要的特点是对三角帆的使用，特别善于在逆风之下行驶。